# Mojotengah (Menganti)
Mojotengah is een bestuurslaag in het regentschap Gresik van de provincie Oost-Java, Indonesië. Mojotengah telt 3863 inwoners (volkstelling 2010).